# 沖縄海岸国定公園
沖縄海岸国定公園（おきなわかいがんこくていこうえん）は、沖縄県の沖縄本島の中部読谷村の残波岬から北部国頭村の西海岸一帯及び本部半島にまたがる国定公園である。慶良間諸島周辺は1978年に当公園に追加指定されたが、2014年3月に当公園の区域からは削除されるとともに新たに慶良間諸島国立公園に指定された。また、2016年9月15日に新規指定されたやんばる国立公園に、沖縄本島北部（山原）の一部が編入され、区域縮小された。

## 要目
- 地域 - 沖縄本島読谷村残波岬から名護市世冨慶までの海岸沿いと、名護市の嵐山及び屋我地島を含めた羽地内海、名護岳を含めた区域、本部半島カルスト地域[4]。
  - 慶良間諸島の慶伊瀬島を除くほぼ全域についても含まれていたが削除[7]。
  - 辺戸岬や与那覇岳、塩屋湾はやんばる国立公園に編入[8]。
- 面積 - 15,857ha（陸域：4,872ha、海域：10,985ha）[8]
- 管理 - 沖縄県[9]
- 指定年月日 - 1972年5月15日（1978年12月9日区域拡張[10]、2006年3月28日区域拡張[11]、2014年3月5日一部区域を削除[12]、2016年9月15日一部区域を削除[13]。）

## 歴史
| 日付          | 事象 |
| ------------- | --- |
| 1957年8月30日 | 琉球政府立法院の議決した政府立公園法が立法第56号として公布された                                         |
| 1965年10月1日 | 琉球政府により、本島西海岸一帯が沖縄海岸政府立公園として指定される。                                     |
| 1972年5月15日 | 沖縄県が本土復帰した際に、沖縄海岸国定公園として指定される。                                             |
| 1978年12月9日 | 慶良間諸島まで区域が拡張指定される。                                                                     |
| 2006年3月28日 | 沖縄本島の本部半島の一部区域が拡張指定される。                                                           |
| 2014年3月5日  | 慶良間諸島とその周辺海域が慶良間諸島国立公園として指定されることに伴い、公園区域および公園計画から削除。 |
| 2016年9月15日 | 当公園に含まれる沖縄本島北部（山原）の一部が、同日に新規指定されたやんばる国立公園に編入。               |

## 名所
- 本部半島カルスト地域（沖縄県国頭郡本部町及び今帰仁村）[22]
- 部瀬名岬（沖縄県名護市）[23]
- 名護岳（沖縄県名護市）[23]
- 沖縄海岸海域公園（沖縄県名護市及び国頭郡恩納村）[24]
- 万座毛（沖縄県国頭郡恩納村）[23]

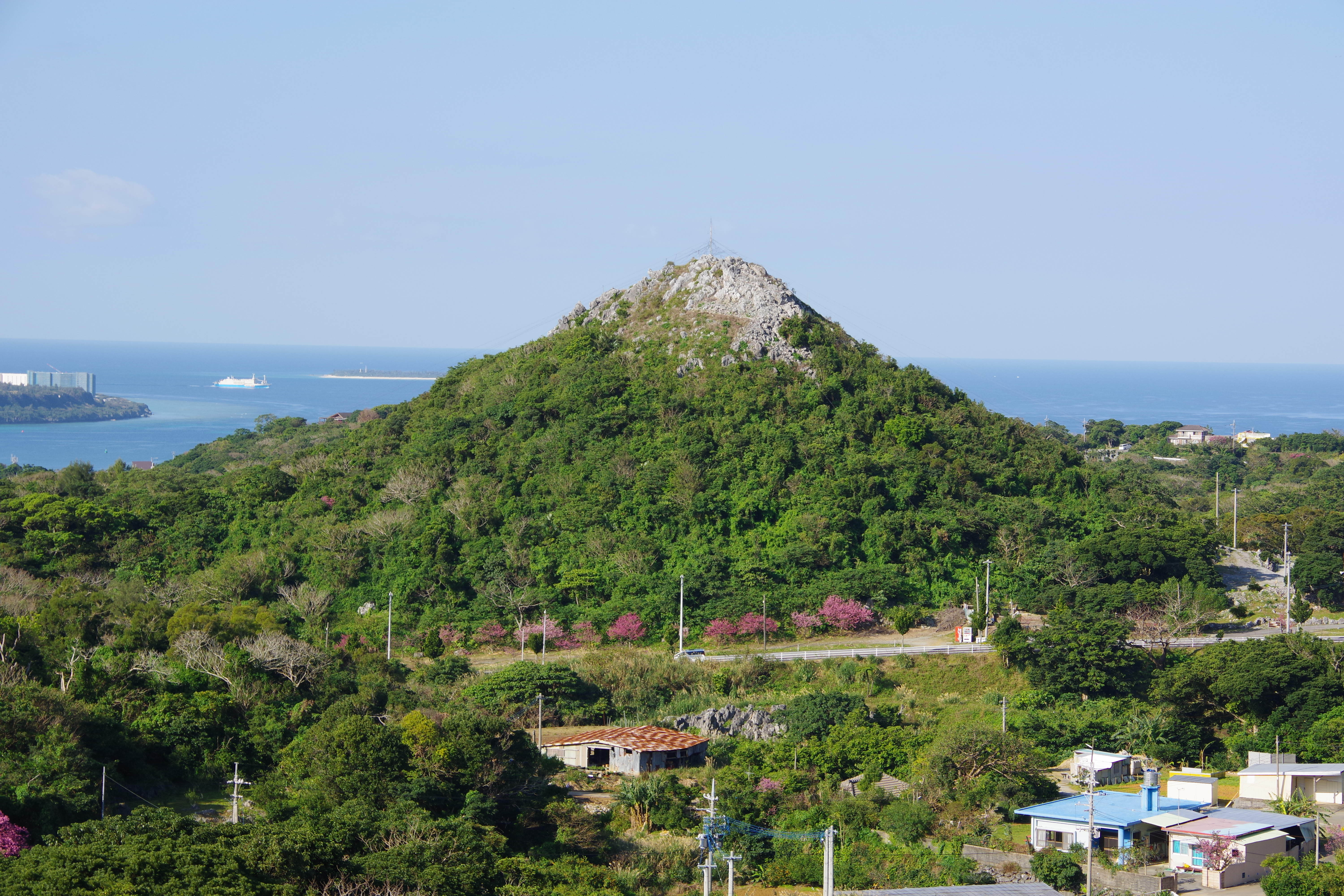
本部半島カルスト、ユネームイ
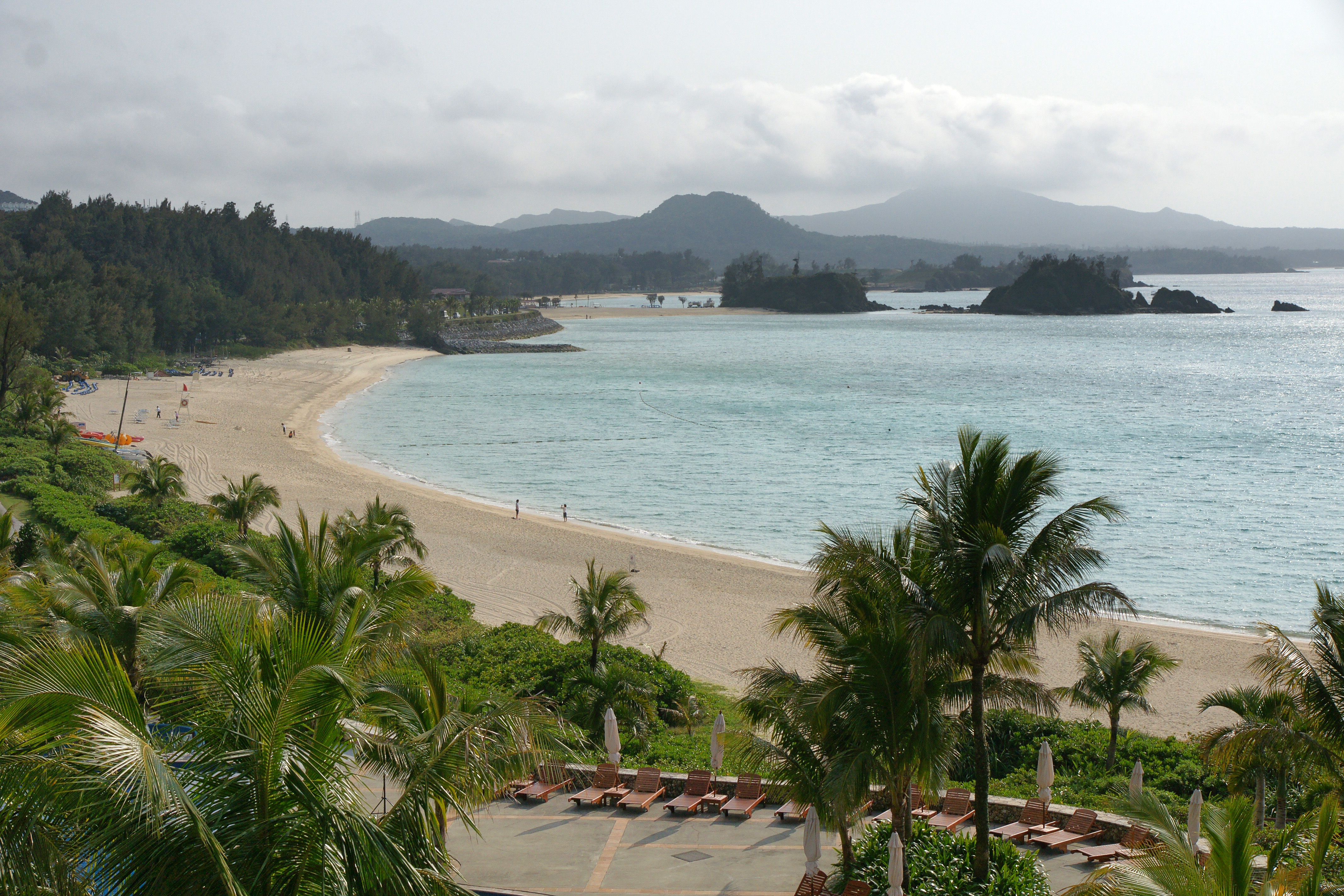
部瀬名岬西岸
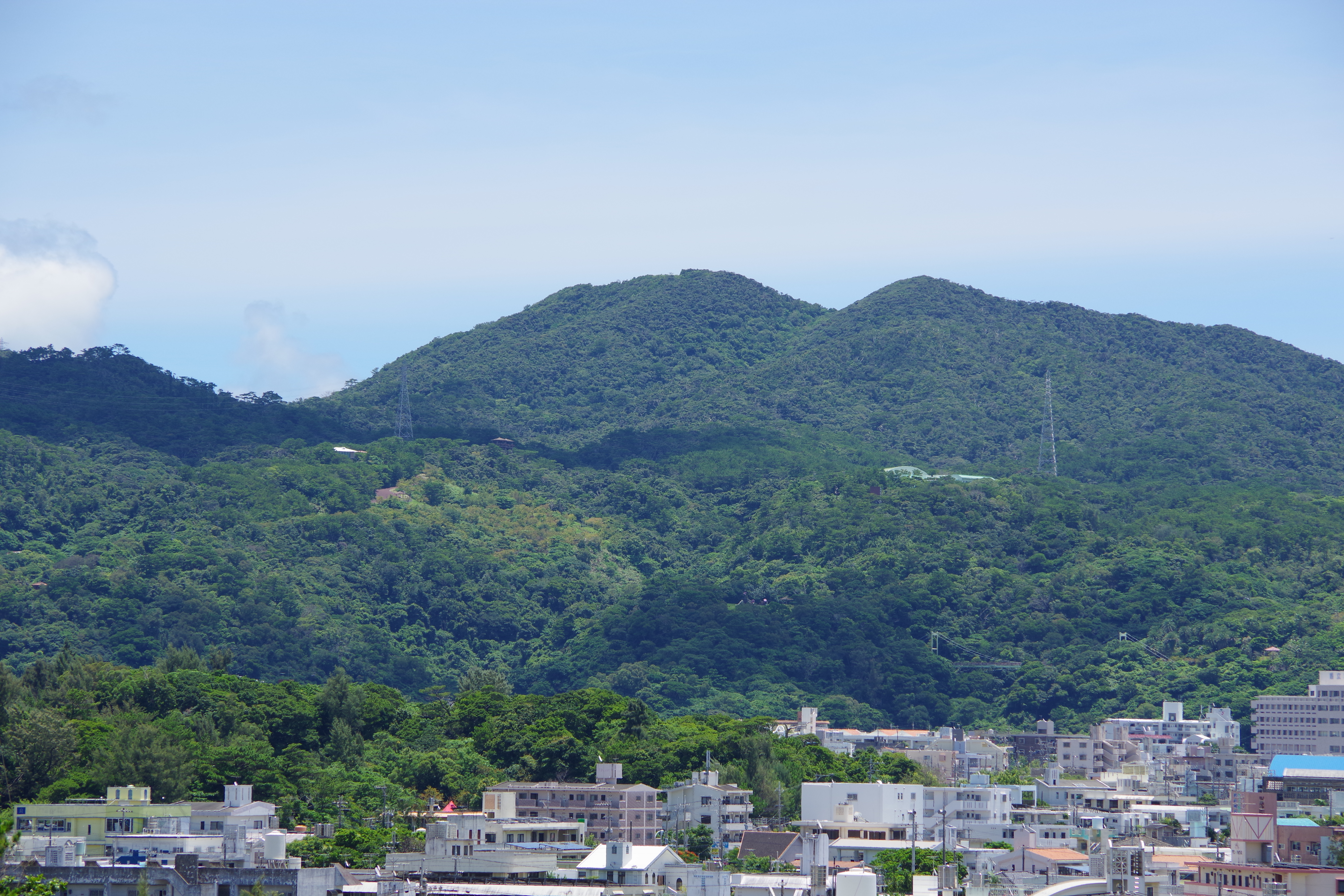
名護岳
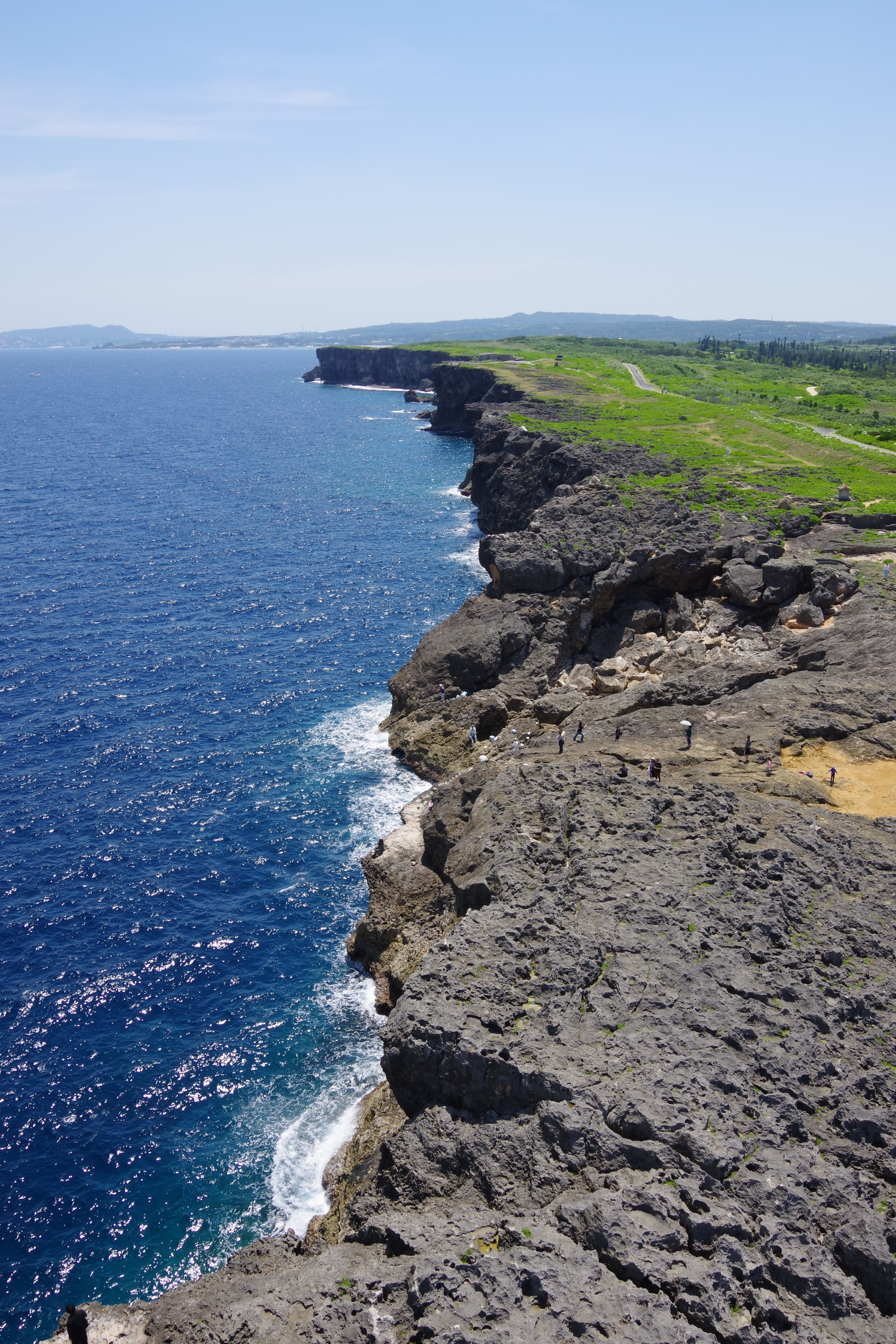
残波岬
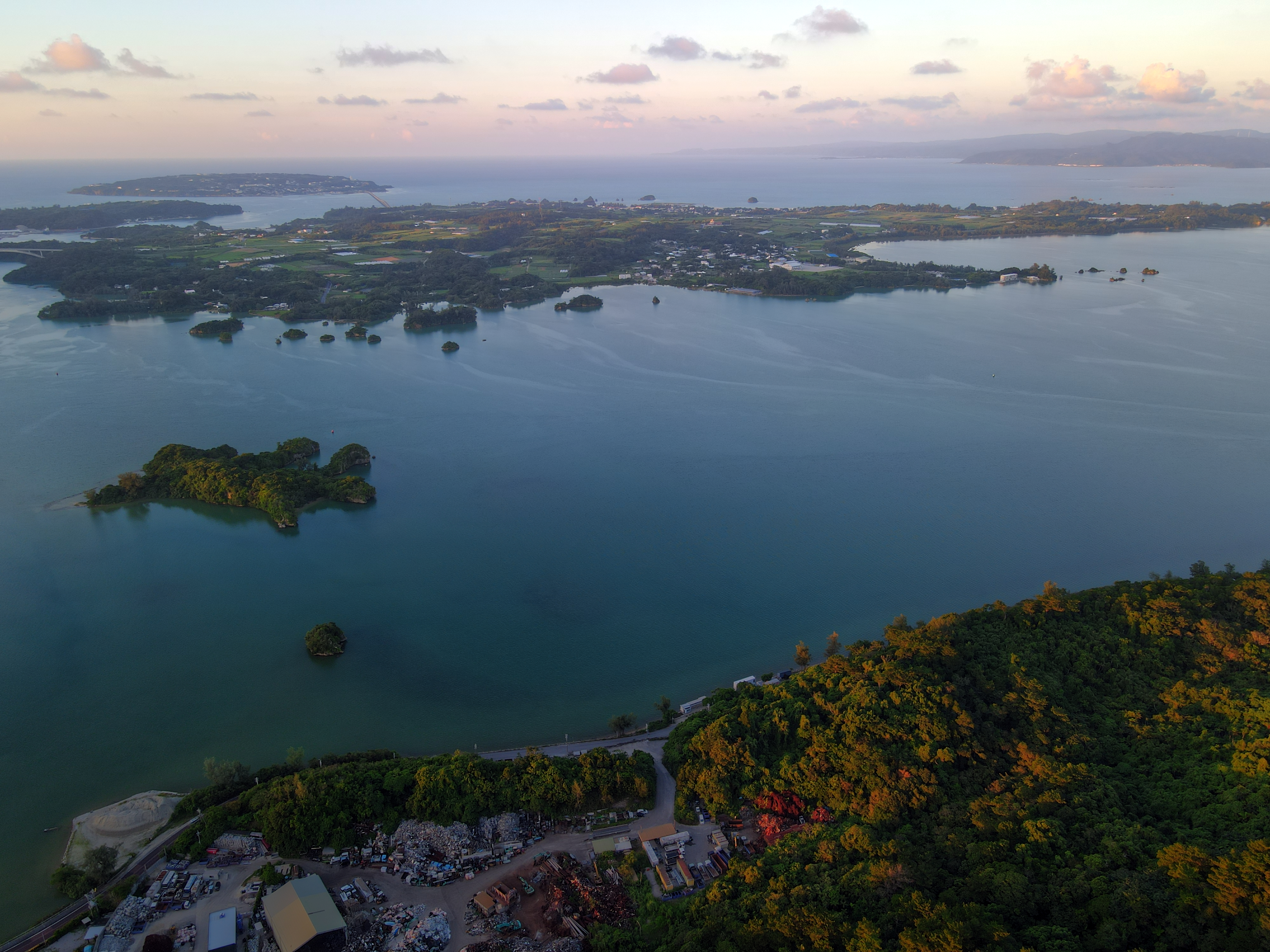
羽地内海

## 指定区域に属する自治体
- 読谷村[25][26]
- 恩納村
- 名護市
- 本部町
- 今帰仁村
- 大宜味村
- 国頭村